# Sharp LH-0080
De LH-0080 is een microprocessor van Sharp en geheel compatibel met de originele NMOS-versie van de door Zilog ontwikkelde Z80-processor. De LH-0080 werd in meerdere homecomputers (onder meer MSX) en personal computers van zowel Sharp als andere computerfabrikanten toegepast.